# Rypułtowice
Rypułtowice – część miasta Pabianice w województwie łódzkim, w powiecie pabianickim, do 1987 samodzielna wieś. Leży na północnych rubieżach miasta, wzdłuż ulicy Rypułtowickiej; wdziera się wąskim klinem między gminami Pabianice a Ksawerów.

## Historia
Dawniej samodzielna wieś. Od 1867 w gminie Widzew w powiecie łaskim. Pod koniec XIX wieku Rypułtowice liczyły 208 mieszkańców. W okresie międzywojennym należały do w woj. łódzkim. W 1921 roku liczba mieszkańców wynosiła 120. 2 października 1933 utworzono gromadę Rypułtowice w granicach gminy Widzew, składającą się ze wsi Rypułtowice, folwarku Widzew oraz młynu i osady włościańskiej Pliszka. Podczas II wojny światowej włączone do III Rzeszy.
Po wojnie Rypułtowice powróciły do powiatu łaskiego w woj. łódzkim jako jedna z 9 gromad gminy Widzew. 21 września 1953 gminę Widzew przemianowano na Ksawerów. W związku z reorganizacją administracji wiejskiej jesienią 1954, Rypułtowice weszły w skład nowej gromady Łaskowice, a po jej zniesieniu 1 stycznia 1959 – do gromady Ksawerów, którą równocześnie włączono do powiatu łódzkiego w tymże województwie. W 1971 roku ludność wsi wynosiła 274.
Od 1 stycznia 1973 w reaktywowanej gminie Ksawerów, tym razem w powiecie łódzkim. 2 lipca 1976 gminę Ksawerów zniesiono, a Rypułtowice włączono do gminy Pabianice. W latach 1975–1987 miejscowość należała administracyjnie do województwa łódzkiego.
1 stycznia 1988 Rypułtowice (313,36 ha) włączono do Pabianic.